# Sportfreunde Baumberg
Die Sportfreunde Baumberg sind ein deutscher Fußballverein aus dem Stadtteil Baumberg der Stadt Monheim am Rhein mit 750 Mitgliedern. Der Klub spielte von 2012 bis 2015 und seit 2016 in der Oberliga Niederrhein. 2013 gewann der Verein den Niederrheinpokal und qualifizierte sich so für den DFB-Pokal.

## Geschichte
Der Verein wurde 1962 gegründet, als sich der erst 1955 aus dem SV Monheim 1910 und den Sportfreunden Baumberg 1926 entstandene Fusionsverein Sportfreunde Monheim-Baumberg in den 1. FC Monheim und die Sportfreunde Baumberg aufteilte. Die erste Herrenmannschaft spielte bis in die 1980er Jahre überwiegend Fußball auf Bezirksliganiveau. 1990 folgte der Aufstieg in die Landesliga Niederrhein, in der die Sportfreunde 1991 hinter dem TSV Bayer Dormagen, 1992 hinter dem SV Bayer Wuppertal und 1995 hinter dem FC Zons jeweils Vizemeister wurden. 1998 musste wieder der Gang in die Bezirksliga angetreten werden, aus der man drei Jahre später zurückkehrte.
In der Saison 2005/06 wurde der Verein Meister der Landesliga und schaffte erstmals den Aufstieg in die sechstklassige Verbandsliga Niederrhein. Nach zwei Jahren folgte der Wiederabstieg. In der Spielzeit 2009/10 wurden die Sportfreunde Baumberg erneut Landesligameister und stieg in die sechstklassige Niederrheinliga auf. Die Sportfreunde sind seit 2011 Kooperationspartner von Fortuna Düsseldorf. 2012 qualifizierte sich die Mannschaft als Niederrheinligist für die fünftklassige Oberliga Niederrhein. Zum 50-jährigen Vereinsjubiläum der Sportfreunde Baumberg trat man im Oktober 2012 gegen den Erstliga-Aufsteiger zu einem Freundschaftsspiel an, welches Baumberg vor 1.962 Zuschauer mit 0:5 verlor.
Am 17. April 2013 erreichte Baumberg durch einen 1:0-Sieg im Viertelfinale gegen den Regionalligisten SSVg Velbert und das 1:0 im Halbfinale gegen den Oberligisten SV Hönnepel-Niedermörmter das Finale des Niederrheinpokals 2012/13, nachdem die Mannschaft im Vorjahr im Viertelfinale ausgeschieden war. Im Finale konnten sich die Sportfreunde mit 1:0 gegen Rot-Weiß Oberhausen durchsetzen. Durch diesen Sieg qualifizierten sich die Sportfreunde Baumberg erstmals für den DFB-Pokal. In der ersten Runde des DFB-Pokals 2013/14 schieden die Blau-Weißen, die für dieses Spiel ins Leverkusener Ulrich-Haberland-Stadion auswichen, mit 1:4 gegen den Zweitligisten FC Ingolstadt 04 aus.
2015 stieg der Verein in die Landesliga ab. Im Jahre 2016 gelang der Wiederaufstieg in die Oberliga Niederrhein. In der Saison 2016/17 wurde der Klassenerhalt geschafft. Für die Saison 2018/19 wurde trotz möglichen Aufstiegs keine Regionalliga-Lizenz beantragt, weil der Verein die damit verbundenen Auflagen nicht erfüllen konnte. Für die Saison 2024/25 wurde trotz möglichen Aufstiegs keine Regionalliga-Lizenz beantragt, weil der Verein die damit verbundenen Auflagen für das Stadion nicht einhalten kann.

## Saisondaten
Grün unterlegte Spielzeiten kennzeichnen einen Aufstieg, rot unterlegte einen Abstieg.
| Spielzeit | Liga                              | Platz |
| --------- | --------------------------------- | ----- |
| 2004/05   | Landesliga Niederrhein Gr.2 (VI)  | 05.   |
| 2005/06   | Landesliga Niederrhein Gr.2 (VI)  | 01.   |
| 2006/07   | Verbandsliga Niederrhein (V)      | 08.   |
| 2007/08   | Verbandsliga Niederrhein (V)      | 12.   |
| 2008/09   | Landesliga Niederrhein Gr.2 (VII) | 04.   |
| 2009/10   | Landesliga Niederrhein Gr.2 (VII) | 01.   |
| 2010/11   | Niederrheinliga (VI)              | 10.   |
| 2011/12   | Niederrheinliga (VI)              | 11.   |
| 2012/13   | Oberliga Niederrhein (V)          | 12.   |
| 2013/14   | Oberliga Niederrhein (V)          | 14.   |

| Spielzeit | Liga                             | Platz |
| --------- | -------------------------------- | ----- |
| 2014/15   | Oberliga Niederrhein (V)         | 16.   |
| 2015/16   | Landesliga Niederrhein Gr.1 (VI) | 01.   |
| 2016/17   | Oberliga Niederrhein (V)         | 12.   |
| 2017/18   | Oberliga Niederrhein (V)         | 04.   |
| 2018/19   | Oberliga Niederrhein (V)         | 02.   |
| 2019/20   | Oberliga Niederrhein (V)         | 07.   |
| 2020/21   | Oberliga Niederrhein (V)         | 03.   |
| 2021/22   | Oberliga Niederrhein (V)         | 04.   |
| 2022/23   | Oberliga Niederrhein (V)         | 09.   |
| 2023/24   | Oberliga Niederrhein (V)         | 01.   |
| 2024/25   | Oberliga Niederrhein (V)         | 14.   |

## Weitere Mannschaften
von 2017 bis 2024 spielte die zweite Mannschaft in der Bezirksliga Niederrhein und stieg dann nach einem Scheitern in der Relegation gegen den TSV Ronsdorf wieder in die Kreisliga A ab. Die dritte Mannschaft startete in der Kreisliga C Solingen und stieg 2023 als 2. der Aufstiegsrunde in die Kreisliga B auf. 2023/24 konnte als 10. der Klassenerhalt geschafft werden.

## Persönlichkeiten
- Alon Abelski
- Fatih Duran
- Marcus Feinbier
- Vlatko Glavaš
- Gideon Jung
- Koray Kaçınoğlu
- Asterios Karagiannis
- Jonas Kersken
- Marco Ketelaer
- Markus Kurth
- Marco Quotschalla
- Kosi Saka
- Erich Seckler